# Technet
Technet (Tc, łac. technetium) – pierwiastek chemiczny z grupy metali przejściowych w układzie okresowym. Jest pierwszym otrzymanym sztucznie pierwiastkiem. Nazwa wywodzi się od greckiego słowa τεχνητoς technetos – sztuczny.
Pierwiastek ten otrzymywany jest sztucznie w procesie rozbijania neutronami jąder uranu lub bombardowania lekkimi jądrami izotopów niobu lub molibdenu. Technet jest obok prometu jednym z dwóch pierwiastków o liczbie atomowej mniejszej niż ołów, który nie ma żadnego stabilnego izotopu. Wykazuje podobieństwo do renu. Rozpuszcza się w wodzie królewskiej i w mieszaninie kwasu azotowego z wodą utlenioną.

## Odkrycie

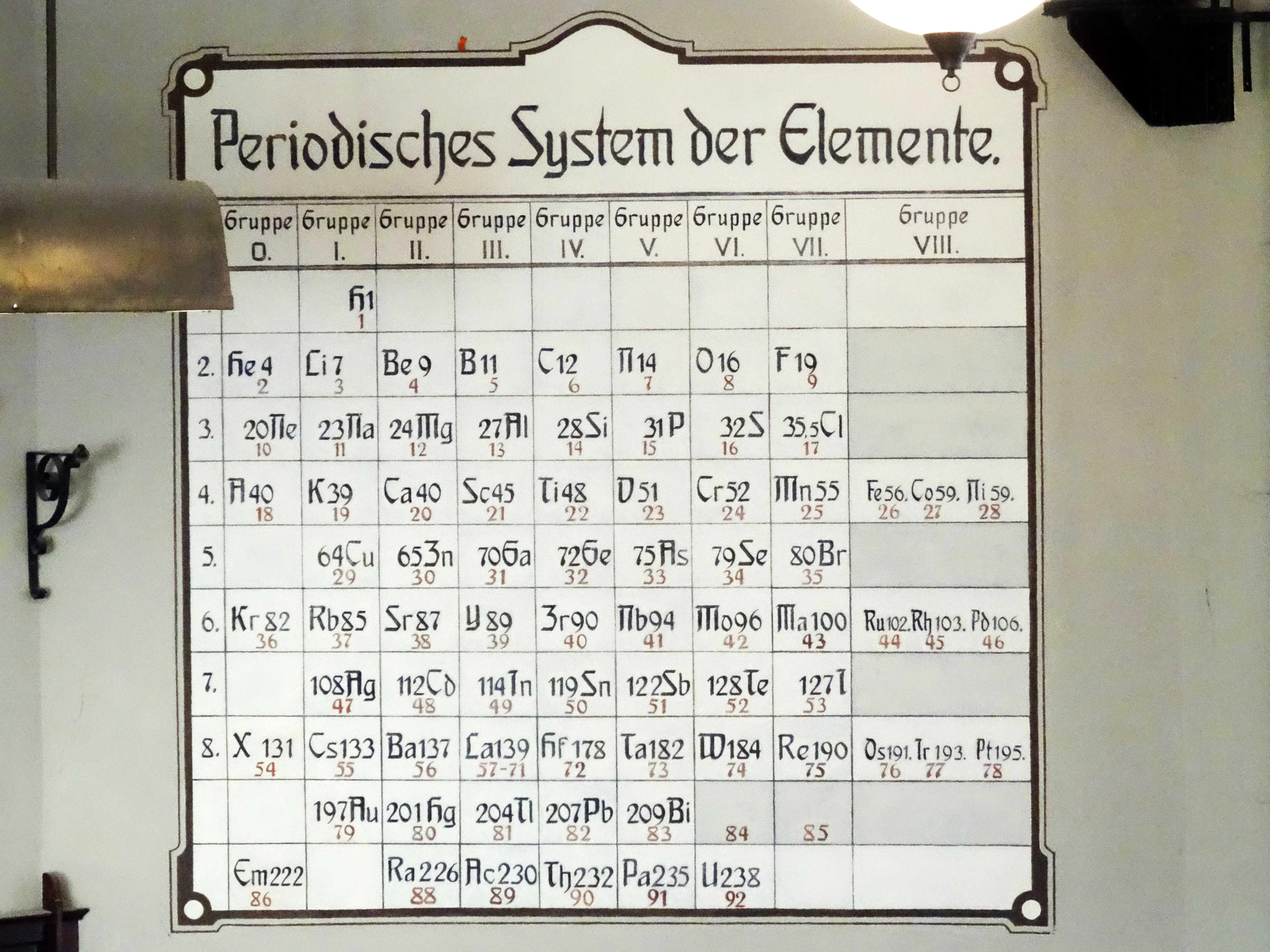
Odrestaurowany niemiecki układ okresowy z lat 1925–1945 (obecnie Politechnika Gdańska) z umieszczonym pierwiastkiem 43, masurium (Ma), opisanym pod tą nazwą w 1925 roku przez naukowców niemieckich, który ostatecznie nazwano technetem

Został otrzymany w 1937 roku przez Emilio Gino Segrè i Carlo Perriera, a w 1947 otrzymał nazwę technet. Dmitr Mendelejew przewidział jego istnienie w swoim układzie okresowym, umieszczając pierwiastek teoretyczny eka-mangan. Od tego czasu poszukiwało go wielu chemików, było kilka raportów o jego odkryciu w rudach innych metali.
Niemieccy badacze Walter Noddack, Ida Tacke i Otto Berg w 1925 bombardowali elektronami minerał kolumbit ((Fe, Mn)(Nb, Ta)
2O
6). Po doświadczeniu opublikowali wykrycie nieznanego dotąd pierwiastka o liczbie atomowej 43 na podstawie niejednoznacznych widm (wyraźny sygnał nowego pierwiastka wystąpił jedynie na 28 widmach z 1000 zarejestrowanych, a na 70 otrzymano niejednoznaczny sygnał). Uczeni nazwali pierwiastek masurium (Ma) (od Mazur, wówczas w Prusach Wschodnich). Uczeni postulowali obecność nowego pierwiastka w minerale i podjęli nieudaną próbę jego wyizolowania. Po ogłoszeniu fiaska, ich odkrycie zostało uznane za błąd, choć obecnie przyjmuje się za prawdopodobne, że faktycznie zidentyfikowali naturalnie występujący w niewielkiej ilości technet.

## Występowanie
W 1952 roku został zidentyfikowany w widmie niektórych gwiazd typu S, co potwierdza, że w procesach nukleosyntezy w gwiazdach mogą powstawać ciężkie pierwiastki poprzez proces wychwytu neutronu. W 1961 roku śladowe ilości naturalnego technetu zostały wykryte w rudach uranu z terenów dzisiejszej Demokratycznej Republiki Konga, gdzie pierwiastek powstał jako produkt samorzutnych reakcji rozszczepienia uranu.

## Wykorzystanie
Metastabilny izomer izotopu 99
Tc, oznaczany 99m
Tc, jest podstawowym wskaźnikiem wykorzystywanym w medycynie nuklearnej do celów diagnostycznych (np. w kompleksie sestamibi technetu-99m), ponieważ ma krótki okres połowicznego rozpadu (6 godzin), minimalizując napromieniowanie ciała. Nie stwierdzono skutków ubocznych związanych z fizjologią człowieka.